# Міна (долина)

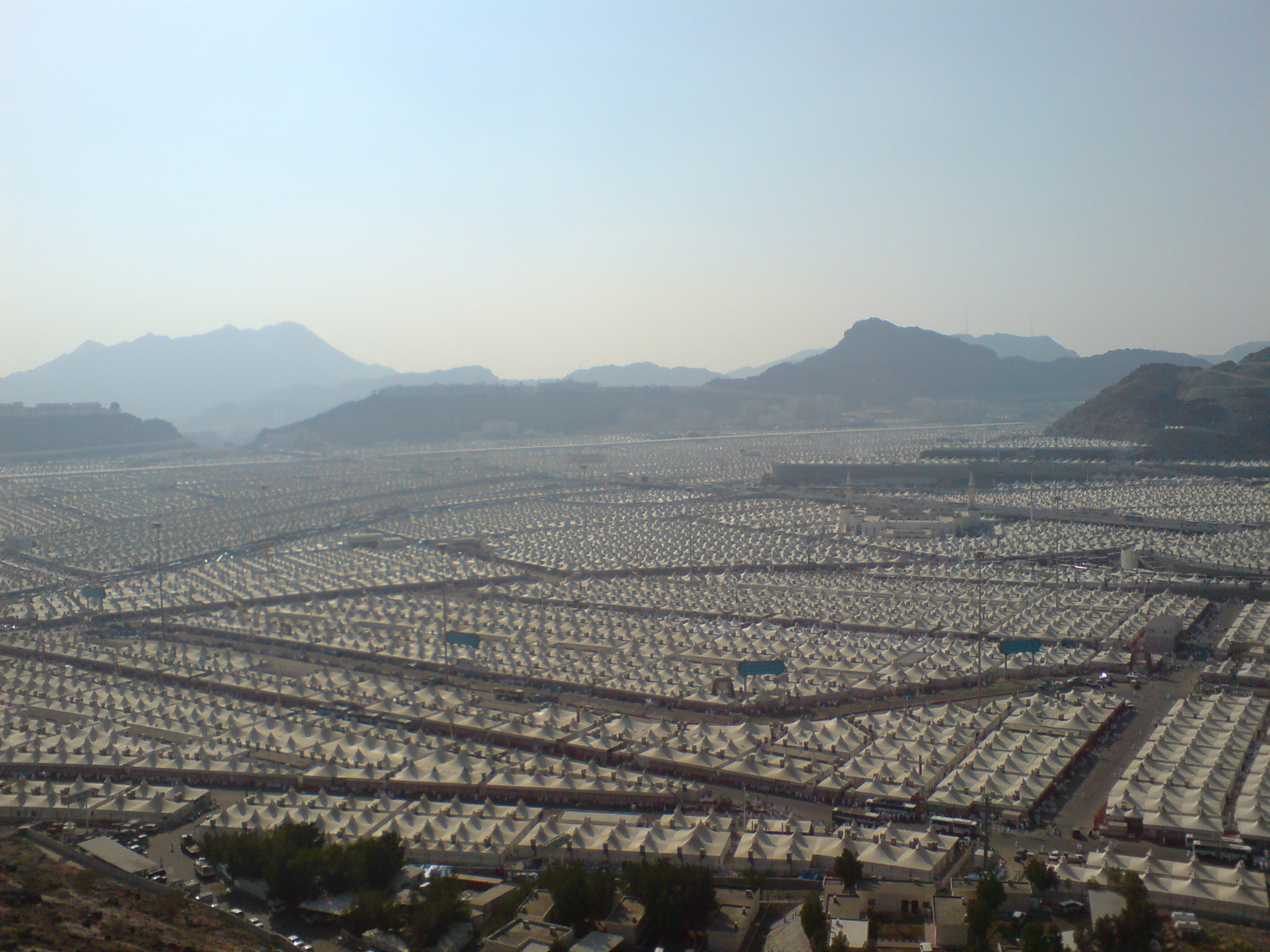
Намети паломників у долині Міна

21°24′48″ пн. ш. 39°53′36″ сх. д. / 21.413333333333° пн. ш. 39.893333333333° сх. д.
Міна (араб. منى) — долина в Саудівській Аравії (8 км від Мекки). Саме сюди приходять мусульманські паломники для проведення двох важливих ритуалів хаджу — кидання каміння у стовпи (джамарат) і жертвопринесення
Згідно з мусульманською традицією ці два ритуали були запроваджені пророком Ібрагімом (біблійним Авраамом). Перший нагадує про те, як він побив камінням шайтана, який тричі з'являвся перед ним у долині Міна. Другий також відтворює епізод із його життя: одного разу Аллах, бажаючи випробувати Ібрагіма, звелів йому принести у жертву старшого сина Ісмаїла. Пророк покірно погодився виконати Господню волю: він привів сина до долини Міна, де збирався принести його в жертву, та Аллах зупинив його. Переконавшись у відданості Ібрагіма, Аллах наказав принести у жертву замість сина барана.

Ритуали жертвопринесення і символічного побивання шайтана камінням (для цього у стовп, що символізує шайтана паломники кидають по 7 камінчиків) відбуваються 10-го числа місяця Зуль-хіджжа за мусульманським календарем.

У святкові дні коло стовпів-джамарат збирається величезний натовп паломників, щільність якого у години-пік досягає 5-7 чол. на м². У цей час тут фіксується найбільша кількість травматичних випадків за весь період хаджу, іноді у тисняві гинуть люди. Влада Саудівської Аравії, намагаючись вирішити цю проблему, ще у 1975 р. спорудила у цьому місці естакаду, завдяки цьому кількість паломників, що здійснюють обряд побивання камінням шайтана, збільшилась удвічі. Сьогодні реалізується масштабний будівельний проєкт, що передбачає зведення кількох нових ярусів над будівлею, що існує